# Аскани (Мачерата)
Аскани (итал. Ascani) насеље је у Италији у округу Мачерата, региону Марке.
Према процени из 2011. у насељу је живело 44 становника. Насеље се налази на надморској висини од 6 м.